# My Hero Academia: Vigilantes
My Hero Academia: Vigilantes (ヴィジランテ -僕のヒーローアカデミア ILLEGALS- Vijirante: Boku no Hīrō Akademia Irīgarusu) er en japansk mangaserie skrevet af Hideyuki Furuhashi og illustreret af Betten Court. Det er både en spin-off af og forgænger til Kōhei Horikoshis mangaserie My Hero Academia. Den blev serialiseret i Shueishas Jump Giga fra august 2016, men skiftede over til Shueishas onlinemagasin Shōnen Jump+ i oktober af samme år, og dets kapitler er efterfølgende blevet opsamlet i 15 bind. En animeserie-adaptation produceret af Bones Film havde premiere i april 2025.

## Handling
My Hero Academia: Vigilantes foregår fem år inden handlingen af hovedserien. Historien omhandler Koichi Haimawari, en ung mand, der med sit Træk hjælper andre, på trods af at han ikke har lisens til at lave heltearbejde. Efter han og gadeartisten Kazuho Haneyama blive angrebet af en grubbe slyngler, bliver de reddet af selvtægtsmanden Knuckleduster, der rekrutterer Koichi og Kazuho til også at bliver selvtægtsmænd.